# Burgo de Osma-Ciudad de Osma

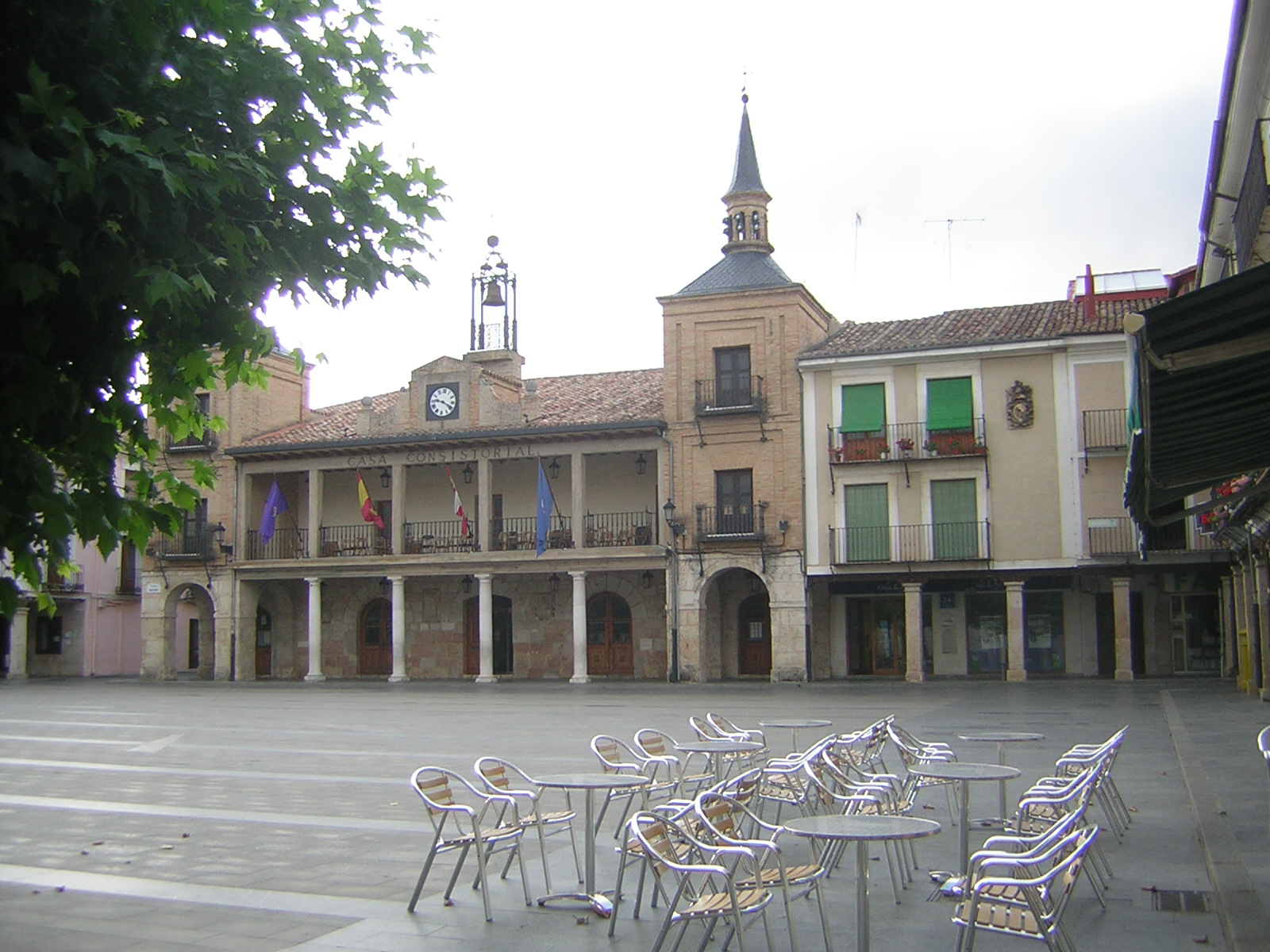

Burgo de Osma-Ciudad de Osma là một đô thị ở tỉnh Soria, Castile and León, Tây Ban Nha. Theo điều tra dân số năm 2004 của INE, đô thị này có 5287 dân. Đô thị có diện tích 289,35 km2.